# Bezinghem
Bezinghem és un municipi francès situat al departament del Pas de Calais i a la regió dels Alts de França. L'any 2007 tenia 330 habitants.

## Demografia

### Població
El 2007 la població de fet de Bezinghem era de 330 persones. Hi havia 118 famílies de les quals 24 eren unipersonals (20 homes vivint sols i 4 dones vivint soles), 37 parelles sense fills, 53 parelles amb fills i 4 famílies monoparentals amb fills.
La població ha evolucionat segons el següent gràfic:
Habitants censats

### Habitatges
El 2007 hi havia 139 habitatges, 119 eren l'habitatge principal de la família, 14 eren segones residències i 6 estaven desocupats. 124 eren cases i 4 eren apartaments. Dels 119 habitatges principals, 86 estaven ocupats pels seus propietaris, 25 estaven llogats i ocupats pels llogaters i 7 estaven cedits a títol gratuït; 5 tenien dues cambres, 10 en tenien tres, 29 en tenien quatre i 75 en tenien cinc o més. 104 habitatges disposaven pel capbaix d'una plaça de pàrquing. A 60 habitatges hi havia un automòbil i a 51 n'hi havia dos o més.

### Piràmide de població
La piràmide de població per edats i sexe el 2009 era:
| Homes | Edats   | Dones |
| ----- | ------- | ----- |
| 0     | 95 o +  | 0     |
| 0     | 90 a 94 | 0     |
| 0     | 85 a 89 | 0     |
| 0     | 80 a 84 | 0     |
| 0     | 75 a 79 | 4     |
| 16    | 70 a 74 | 4     |
| 8     | 65 a 69 | 28    |
| 8     | 60 a 64 | 4     |
| 4     | 55 a 59 | 4     |
| 12    | 50 a 54 | 8     |
| 8     | 45 a 49 | 16    |
| 4     | 40 a 44 | 0     |
| 12    | 35 a 39 | 4     |
| 12    | 30 a 34 | 20    |
| 8     | 25 a 29 | 4     |
| 12    | 20 a 24 | 16    |
| 12    | 15 a 19 | 4     |
| 16    | 10 a 14 | 4     |
| 16    | 5 a 9   | 12    |
| 8     | 0 a 4   | 4     |

## Economia
El 2007 la població en edat de treballar era de 188 persones, 144 eren actives i 44 eren inactives. De les 144 persones actives 136 estaven ocupades (77 homes i 59 dones) i 8 estaven aturades (5 homes i 3 dones). De les 44 persones inactives 18 estaven jubilades, 9 estaven estudiant i 17 estaven classificades com a «altres inactius».

### Ingressos
El 2009 a Bezinghem hi havia 126 unitats fiscals que integraven 349 persones, la mediana anual d'ingressos fiscals per persona era de 15.137 €.

### Activitats econòmiques
Dels 13 establiments que hi havia el 2007, 1 era d'una empresa de fabricació d'altres productes industrials, 2 d'empreses de construcció, 1 d'una empresa de transport, 3 d'empreses d'hostatgeria i restauració, 3 d'empreses immobiliàries, 2 d'empreses de serveis i 1 d'una empresa classificada com a «altres activitats de serveis».
Dels 5 establiments de servei als particulars que hi havia el 2009, 1 era una lampisteria, 1 empresa de construcció, 1 restaurant i 2 agències immobiliàries.
L'any 2000 a Bezinghem hi havia 26 explotacions agrícoles que ocupaven un total de 1.000 hectàrees.

## Equipaments sanitaris i escolars
El 2009 hi havia una escola elemental integrada dins d'un grup escolar amb les comunes properes formant una escola dispersa.

## Poblacions més properes
El següent diagrama mostra les poblacions més properes.